# Liste des drapeaux mexicains
Ceci est une liste des drapeaux utilisés en Mexique. Pour plus d'informations sur le drapeau national, voir l'article drapeau du Mexique.

## Drapeau du Mexique
| Nouvelle-EspagneAmérique du Nord, Nouvelle-Espagne, Amérique Mexicaine(es) América Septentrional - Nueva España - América Mexicana1535 — 1821                                                            | |                                                                     |                                                                                 |
| AdoptionGouvernement | Promulgation | Drapeau                                                             | Éléments                                                                        |
| 17 avril 1535Monarchie | 17 avril 1535 - 25 novembre 1550Antonio de MendozaVice-roi 29 avril 1783 - 3 novembre 1784Matías de Gálvez y GallardoVice-roi |                                                                     | Vice-roi de la Nouvelle-Espagne                                                 |
| 1785 - 1821Monarchie | 17 juin 1785 - 30 novembre 1786Bernardo de GálvezVice-roi 21 juillet 1821 - 28 septembre 1821Juan O'Donojú y O'RianVice-roi   |                                                                     | Vice-roi de la Nouvelle-Espagne                                                 |
| Mexique IndépendantNation mexicaine - L'Empire mexicain - République mexicaine - États-Unis du Mexique(es) Nación Mexicana - Imperio Mexicano - República Mexicana - Estados Unidos Mexicanos1821 — 2025 | |                                                                     |                                                                                 |
| AdoptionGouvernement | Promulgation | Drapeau                                                             | Éléments                                                                        |
| 24 février 1821Junta Provisional Souveraine | Agustín de IturbideRoyalisteVicente Ramón GuerreroInsurgent                                                                   |                                                                     | Drapeau des trois garantiesDessinateur : Magdaleno Ocampo                       |
| 24 août 1821Junta Provisional Souveraine | Agustín de IturbidePrésident de la Régence                                                                                    |                                                                     | Drapeau de la RégenceDessinateur : Agustin Iturbide                             |
| 2 novembre 1821Congrès constitutionnel | Agustín Iturbide I of MexicoEmpereurJosé Manuel de HerreraPremier ministre                                                    |                                                                     | Drapeau du Premier Empire mexicainDessinateur : Agustin Iturbide                |
| 14 avril 1823Congrès constitutionnel | 10 octobre 1824 - 1er avril 1829Guadalupe VictoriaPrésident21 janvier 1858 - 28 décembre 1862Félix María ZuloagaPrésident     |                                                                     | Drapeau de la République mexicaineDessinateur : Congrès constitutionnel         |
| Gouvernement exécutif10 octobre 1824 - 15 mai 1867Guerre de Réforme21 janvier 1858 - 28 décembre 1862 | Gouvernement exécutif10 octobre 1824 - 15 mai 1867Guerre de Réforme21 janvier 1858 - 28 décembre 1862                         | Régence du Second Empire mexicain11 juillet 1863 - 18 novembre 1863 | Régence du Second Empire mexicain11 juillet 1863 - 18 novembre 1863             |
| 15 juillet 1864Congrès constitutionnel | Ferdinand Maximilian JosephEmpereurJuan Nepomuceno AlmontePremier ministre                                                    |                                                                     | Drapeau du Second Empire mexicainDessinateur : Ferdinand Maximilian             |
| 19 juin 1867Gouvernement exécutif | Benito Pablo Juárez GarcíaPrésident                                                                                           |                                                                     | AdoptionDrapeau de la République mexicaineDessinateur : Congrès constitutionnel |
| 1er avril 1893Gouvernement exécutif | José de la Cruz Porfirio DíazPrésident                                                                                        |                                                                     | Drapeau de la République mexicaineDessinateur : Tomas de la Peña                |
| 20 septembre 1916Gouvernement exécutif | Venustiano Carranza GarzaPrésident                                                                                            |                                                                     | Drapeau des États-Unis mexicainsDessinateur : Antonio Gómez                     |
| 5 février 1934Gouvernement exécutif | Abelardo Rodríguez LujánPrésident                                                                                             |                                                                     | Drapeau des États-Unis mexicainsDessinateur : Jorge Enciso                      |
| 16 septembre 1968Gouvernement exécutif | Gustavo Díaz OrdazPrésident                                                                                                   |                                                                     | Drapeau des États-Unis mexicainsDessinateur : Francisco Eppens Helguera         |

## Drapeaux desÉtats
|                |
| Aguascalientes |

|                  |
| Basse-Californie |

|                         |
| Basse-Californie du Sud |

|          |
| Campeche |

|         |
| Chiapas |

|           |
| Chihuahua |

|          |
| Coahuila |

|        |
| Colima |

|         |
| Durango |

|          |
| Guerrero |

|                    |
| Drapeau de Jalisco |

|           |
| Michoacán |

|                |
| État de Mexico |

|         |
| Morelos |

|         |
| Nayarit |

|            |
| Nuevo León |

|        |
| Oaxaca |

|        |
| Puebla |

|           |
| Querétaro |

|              |
| Quintana Roo |

|         |
| Sinaloa |

|        |
| Sonora |

|         |
| Tabasco |

|            |
| Tamaulipas |

|          |
| Tlaxcala |

|          |
| Veracruz |

|         |
| Yucatán |

|           |
| Zacatecas |

## Drapeaux desmunicipalités

Drapeau d'Atotonilco el Alto
Drapeau d'Autlán de Navarro
Drapeau de Benito Juárez
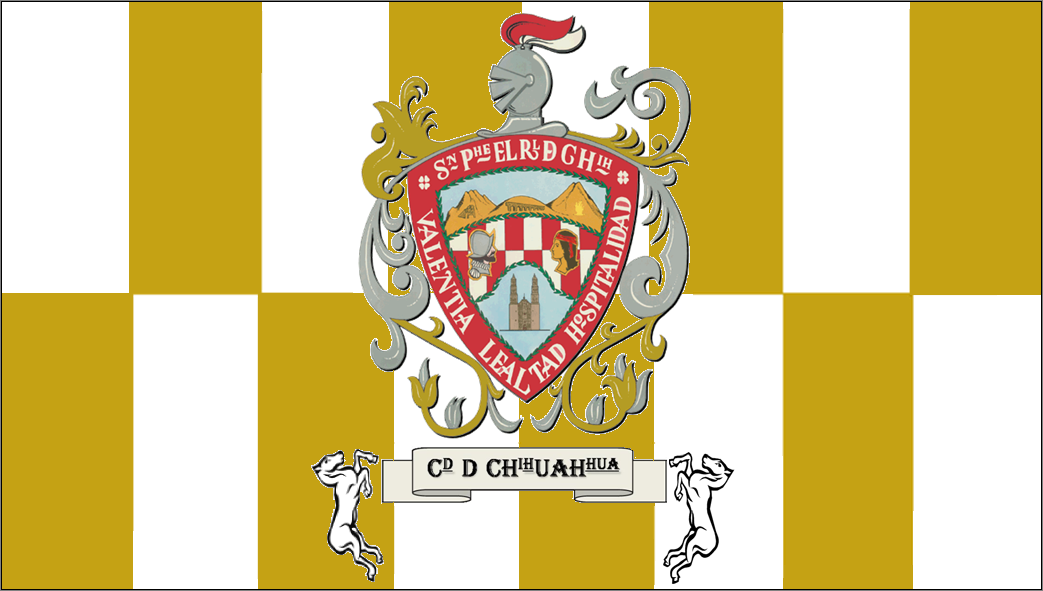
Drapeau de Chihuahua
Drapeau du Cozumel
Drapeau de Guadalajara
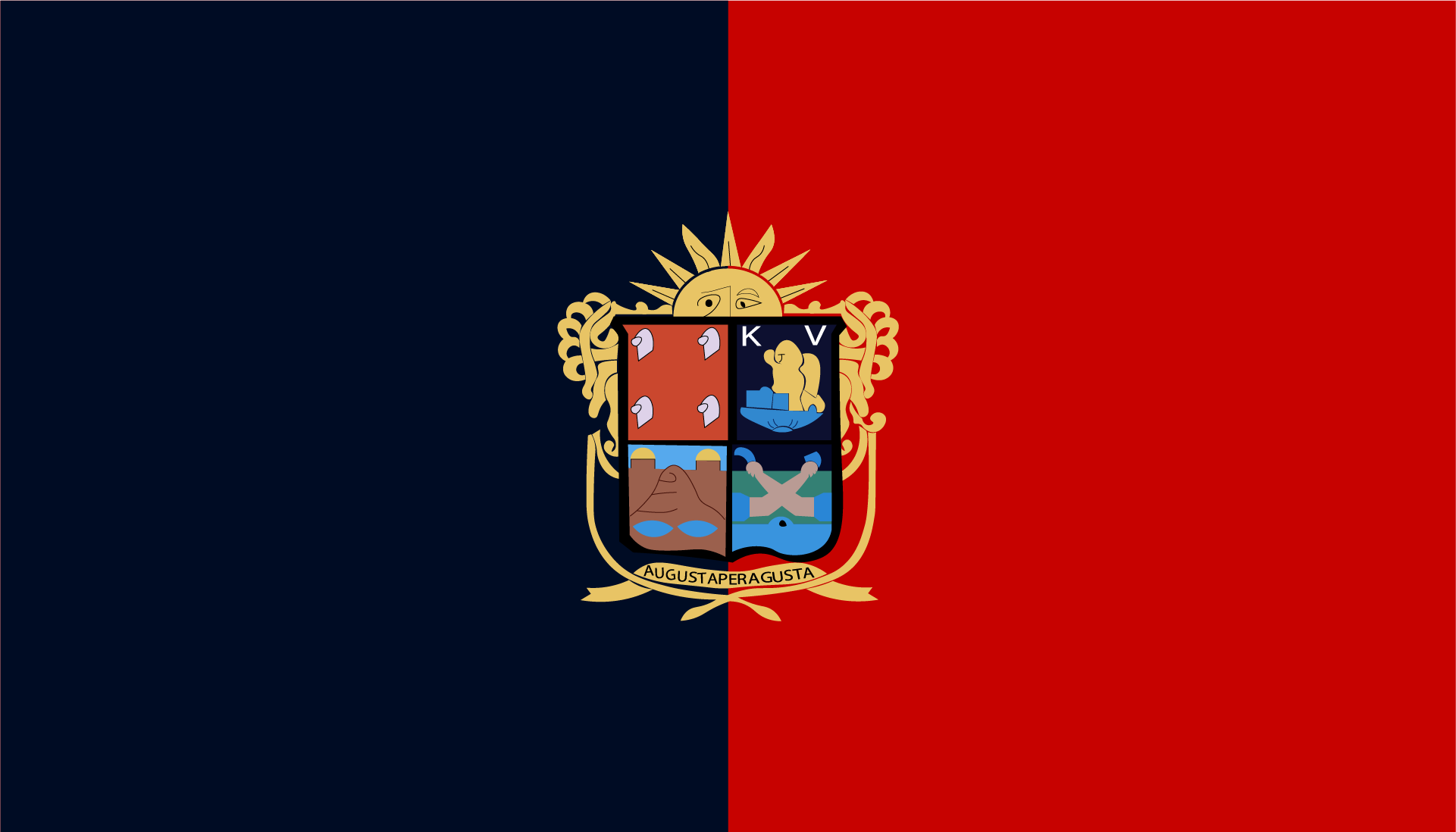
Drapeau d'Irapuato
Drapeau d'Ixtlahuacán de los Membrillos
Drapeau de Monterrey
Drapeau de Morelia
Drapeau de Santiago Matatlán
Drapeau de Tequixquiac
Drapeau de Tlaquepaque
Drapeau de Toluca
Drapeau de Tonaya
Drapeau de Zapopan

## Drapeauxethniques

Drapeau mazahua
Drapeau mixe
Drapeau nahua
Drapeau otomí
Drapeau pima
Drapeau purépecha
Drapeau seri
Drapeau yaqui